# لويس أوريليو
لويس أوريليو (17 أغسطس 1988 في البرتغال - ) هو لاعب كرة قدم برتغالي في مركز الوسط. لعب مع موريرينسي ونادي تونديلا وناسيونال ماديرا وU.D. Santana ‏ وAtlético S.C. ‏.

## وصلات خارجية
- لويس أوريليو على موقع قاعدة بيانات كرة القدم.إي يو (الإنجليزية)
- لويس أوريليو على موقع Soccerway.com (الإنجليزية)
- لويس أوريليو على موقع AS.com (الإسبانية)